# Engelschalk II
Engelschalk II (ur. po 860, zm. po 893 roku) – margrabia Marchii Panońskiej w opozycji do stryja Aribo i przywódca rebelii przeciw niemu.
Aribo został następcą braci, Wilhelma II i Engelschalka I, którzy zginęli w czasie kampanii przeciw państwu wielkomorawskiemu. Engelschalk II, syn Engelschalka I, wszczął w 882 roku przeciw władzy Aribo rebelię, domagając się władzy nad marchią. Aribo uzyskał poparcie cesarza Karola Otyłego, w związku z tym Engelschalk zwrócił się o pomoc do Arnulfa z Karyntii. Po stronie Aribo w tej wojnie stanął także król wielkomorawski, Światopełk. Pokój zawarto w 884 roku, Aribo odniósł w wojnie zwycięstwo.
Pod koniec dekady Engelschalk poślubił córkę Arnulfa, Ellinrat, by zmusić teścia do udzielenia pomocy w ponownej próbie odzyskania Marchii Panońskiej. Z powodu niepowodzenia tego planu zbiegł na Morawy. W 893 roku otrzymał część władzy nad marchią, pozostawał jednak pod zwierzchnictwem stryja. Spiskował także przeciwko Arnulfowi, w tym samym roku w Ratyzbonie negocjował z arystokracją i Morawami wszczęcie kampanii przeciw cesarzowi. Wkrótce potem został aresztowany i oślepiony bez wiedzy Arnulfa.